# Universidade do Extremo Sul Catarinense
A Universidade do Extremo Sul Catarinense (UNESC) é uma universidade comunitária fundada em 1970, localizada no município de Criciúma, no sul de Santa Catarina. Atua através do ensino, pesquisa e extensão em diversas áreas do conhecimento. Foi a primeira instituição de nível superior a ser implantada no sul do estado de Santa Catarina. A atual reitora da UNESC é a professora doutora Luciane Ceretta, eleita em 2017 pela comunidade acadêmica.

## Visão Geral
Em 2016, a UNESC foi classificada pelo R.U.F (Ranking Universitário Folha) como a melhor universidade catarinense não pública no quesito pesquisa. Já em nível nacional, no mesmo segmento, a UNESC foi classificada como a sexta melhor universidade brasileira entre as não públicas. A UNESC também apareceu no Censo de Educação Superior do MEC 2015, em primeiro lugar no quesito internacionalização entre as Instituições de Ensino Superior privadas do Sul do Brasil (SC, RS, PR).
A UNESC possui um Parque Científico e Tecnológico, o Iparque, que atende organizações do setor público e privado com serviços de pesquisa e análise de qualidade. Integra cinco institutos, que englobam laboratórios de análises ambientais, de alimentos, engenharia e tecnologia, pesquisa socioeconômica, tecnologia educacional, além da incubadora de ideias e negócios, para novos empreendedores.
O Iparque está voltado à construção do conhecimento, incluindo em sua equipe técnica professores e alunos da Universidade, além de técnicos e profissionais de diversas áreas.
Outros diferenciais da instituição são o Colégio UNESC - que engloba o Ensino Fundamental do primeiro ao nono ano, e Ensino Médio; além do Museu de Zoologia Morgana Gaidzinski, e a Unidade Judiciária de Cooperação e as Clínicas Integradas, uma Clínica Escola que atende gratuitamente a comunidade.
A Instituição de Criciúma recebe alunos de países como Angola, Benim, Cabo Verde, Espanha, França, Haiti, Índia, Paraguai, Peru, República Democrática do Congo, Senegal e Uruguai. Possui 43 acordos internacionais com 17 países, que recebem acadêmicos da UNESC.

## Histórico
A Fundação Educacional de Criciúma (Fucri) é a mantenedora da primeira escola de nível superior criada no Sul de Santa Catarina. A entidade emergiu de um movimento comunitário regional que culminou com a realização de um seminário de estudos para a implantação do ensino superior no Sul Catarinense. O evento contou com a participação de educadores, intelectuais, políticos, magistrados, lideranças comunitárias da sociedade civil organizada e imprensa.
A Fucri foi criada pela lei n. 697, de 22 de junho de 1968, com cursos voltados para o Magistério, e, com o crescimento do Sul do Estado, foram criados outros, visando a satisfazer a demanda empresarial. A Fucri sofreu alteração estatutária em 1973 e em 1988, sendo reconhecida de utilidade pública pelo Decreto Federal n. 72454/73, pelo Decreto Estadual n. 4336/69 e pelo Decreto Municipal n. 723/69. A Fucri iniciou suas atividades nas dependências do Colégio Madre Tereza Michel, com o curso pré-vestibular. Em 1971 passou a funcionar na Escola Técnica General Oswaldo Pinto da Veiga - SATC - e, em junho de 1974, mudou para o atual Campus Universitário, localizado no Bairro Universitário, em Criciúma.
Até setembro de 1991 a Fucri mantinha quatro Unidades de Ensino: a a Faculdade de Ciências e Educação de Criciúma (Faciecri), a Escola Superior de Educação Física e Desportos (Esede), a Escola Superior de Tecnologia de Criciúma (Estec) e a Escola Superior de Ciências Contábeis e Administrativas (Escca). Com o desencadeamento do Processo de Universidade, algumas ações foram executadas. Entre elas, a unificação regimental e a criação da União das Faculdades de Criciúma (Unifacri), resultante da integração das quatro escolas.
Em 24 de setembro de 1991, o Conselho Estadual de Educação, pelo parecer 256/91, aprovou o regimento unificado da Unifacri. O processo de transformação da Unifacri em UNESC foi encaminhado ao Conselho Federal de Educação em 1991 e aprovado em agosto de 1992 pelo parecer 435/92 do CFE. Em 1993, face a transferência para o Conselho Estadual de Educação da competência de criação de universidades, o projeto da UNESC foi encaminhado ao CEE, que, em fevereiro de 1993, constituiu a Comissão de Acompanhamento, cuja atribuição era acompanhar o processo de transformação da Unifacri em UNESC.
Em 3 de junho de 1997, o Conselho Estadual da Educação aprova por unanimidade o parecer do Conselheiro Relator e, em sessão plenária, em 17 de junho de 1997, também por unanimidade, aprova definitivamente a transformação em Universidade do Extremo Sul Catarinense - UNESC, tendo a Fucri como sua mantenedora.
Já em 11 de agosto daquele ano, a Universidade recebeu sua homologação, que equivale à 'certidão de nascimento', assinada pelo secretário de Educação, João Mattos, com a presença do vice-governador José Augusto Hülse. Em 18 de novembro ocorreu a instalação oficial da UNESC, no Teatro Elias Angeloni, com a participação de autoridades, empresários, professores, alunos e funcionários da Instituição.

## Projetos de extensão
Uma universidade de caráter comunitário como a UNESC justifica sua existência ao estabelecer uma relação interativa com a comunidade, por meio de ações que melhorem a qualidade de vida. Contando com o trabalho de acadêmicos, a universidade desenvolve atualmente diversos projetos de extensão permanentes junto à comunidade. Alguns deles são:
- Diálogos Urbanos no Território Paulo Freire – políticas públicas e construção do direito à cidade;
- Prevenção e Erradicação da Síndrome da Alienação Parental;
- Ação multidisciplinar: empreendedorismo social e apoio a regularização legal para a captação de recursos da Casa Guido de Criciúma/SC;
- Ações para continuidade da Feira de Economia Solidária da UNESC (Fes-UNESC) e fortalecimento do fórum de economia solidária da região sul catarinense
- Boi de Mamão na Comunidade: Educação Popular e as Linguagens Artístico-Culturais;
- Capacitação para a Cidadania: o empoderamento de lideranças comunitárias no Território Paulo Freire;
- Educação ambiental com enfoque na preservação de reserva biológica estadual do Aguaí;
- Educação em Saúde: Cuidado Compartilhado aos Portadores de Síndrome Autística;
- Implementação dos Serviço de Clinico Farmacêutico na Rede Municipal de Saúde;
- Inclusão digital para adolescentes das escolas públicas;
- Promoção em saúde para mulheres no período da menopausa;
- Sala de Leitura: Formando Leitores Literários e Transformadores;
- SOS Biodiversidade: uma ação comunitária no monitoramento da diversidade local;
- Troca de saberes sobre plantas medicinais na APS: Aspectos Botânicos Agroecológicos Terapêuticos e Nutricionais;
- UNESC Funcional - Programa de Treinamento Físico Funcional Destinado ao Combate da Síndrome Metabólica ou Fatores Associados.

Dentre esses principais serviços estão ainda as Clínicas Integradas da Saúde e a Casa da Cidadania. 

### Casa da Cidadania
As Casas da Cidadania prestam atendimento jurídico gratuito de consultoria, assessoria, conciliação, mediação e escritório modelo à comunidade de Criciúma, Cocal do Sul e região. O objetivo principal dessa ação é tentar resolver conflitos entre as pessoas pelo diálogo direto, evitando processos judiciais.
O projeto nasceu em agosto de 2000, a partir de uma iniciativa entre o Tribunal de Justiça do Estado de Santa Catarina, o curso de Direito da UNESC e as prefeituras municipais de Criciúma e de Cocal do Sul. Os serviços são prestados por acadêmicos das duas últimas fases do curso de Direito da UNESC, acompanhados por professores/advogados do curso, e de Psicologia.
O projeto conta com seis Casas da Cidadania em funcionamento, distribuídas em Criciúma, Cocal do Sul e Morro da Fumaça. Os atendimentos são gratuitos e destinados a pessoas com renda de até três salários mínimos.

## Cursos oferecidos
Os cursos da UNESC são divididos por Unidades Acadêmicas (UNAs), que englobam os cursos de graduação, pós-graduação, tecnólogos e sequenciais. São elas: SAU (Ciências da Saúde); HCE (Humanidades, Ciências e Educação); CSA (Ciências Sociais Aplicadas) e CET (Ciências, Engenharias e Tecnologias).

## Comunidade Interna
São 12.700 alunos (primeiro semestre de 2016) que fazem parte da comunidade estudantil da UNESC, divididos em:
- Graduação: 10.836
- Especialização: 1.115
- Mestrado: 309
- Doutorado: 88
- Colégio UNESC - Ensino Fundamental e Médio: 31 + Cursos Técnicos Pronatec: 36

A UNESC conta com um corpo docente qualificado de 689 professores nos ensinos fundamental, médio e superior, sendo eles:
- 289 especialistas
- 276 mestres
- 127 doutores

A universidade conta com o trabalho de 653 funcionários no campus de Criciúma.

## Processos de seleção
O ingresso na UNESC pode acontecer de várias formas diferentes, por solicitação de vaga ou processo seletivo. Confira:
- Diplomado (com curso superior): é uma forma de ingresso especial para quem já possui formação superior e deseja fazer outro curso de graduação, sem precisar passar pelo processo seletivo;
- Disciplinas isoladas: quem já é formado ou concluiu o Ensino Médio pode cursar qualquer disciplina da grade curricular da Graduação, Pós-graduação e Mestrado da UNESC;
- Exame Nacional do Ensino Médio (Enem): o bom desempenho no Ensino Médio pode garantir o livre acesso à UNESC;
- Nossa Bolsa Licenciatura: auxílio próprio da UNESC que quita o valor integral do curso de graduação até o final do curso;
- Programa Minha Chance: bolsa de estudos oferecida pela Prefeitura Municipal de Criciúma em parceria com a UNESC;
- Programa Universidade para Todos (ProUni): a UNESC aderiu ao ProUni para receber os estudantes contemplados com bolsas de estudos do programa;
- Sistema de Ingresso por Mérito Escolar (SIM): ingresso na UNESC por meio de um bom histórico escolar;
- Processo Seletivo de Estrangeiros: acolhe estudantes de outros países que desejam cursar graduação e pós-graduação no Brasil;
- Transferência: porta aberta para estudantes de outras instituições que desejem continuar seus estudos na UNESC;
- Vestibular: exame seletivo organizado pela Acafe que dá acesso aos cursos de Graduação oferecidos pela UNESC.

## Diretório Central dos Estudantes (DCE)
O nome da entidade, Diretório Central dos Estudantes João Baptista Rita Pereda, tem a intenção de homenagear um desaparecido político homônimo da região do extremo sul catarinense, que foi preso na época da ditadura militar do Brasil, estando desaparecido desde 13/01/1974. Seu nome faz parte da lista de desaparecidos políticos anexa à Lei nº 9.140/95.
O DCE é o órgão responsável pela representação de todos os estudantes da UNESC, independente do curso. A entidade defende os interesses dos acadêmicos perante a administração da UNESC, participando de seus conselhos, e perante a sociedade, atuando nos conselhos municipais e audiências públicas. O DCE possui as mesmas funções que um Centro Acadêmico e, de forma mais abrangente, atua como um “sindicato” na defesa dos interesses dos estudantes.
O DCE funciona através de uma Diretoria Executiva (DE), eleita anualmente por todos os estudantes da UNESC. Na hierarquia do DCE, a DE é subordinada às decisões tomadas nos Conselhos de Entidade de Base, conselho no qual se reúnem todos os Centros Acadêmicos da UNESC, e subordinada, em última instância, às decisões da Assembleia Geral dos estudantes da UNESC.
Além disso, o DCE mantém relações com outras entidades representativas, como a União Nacional dos Estudantes – UNE – e a União Catarinense dos Estudantes – UCE.

## Campus Araranguá
Um novo campus da UNESC, será inaugurado no município catarinense de Araranguá, foi realizada uma parceria entre a Weber Empreendimentos e a UNESC, para a construção de um novo bairro no município, chamado "Cidade Universitária", onde será feita a universidade, será um bairro com uma área de 340.000 metros quadrados, e para tudo isso, será preciso um investimento de 60 milhões de reais, para a construção de toda a obra. Este será o primeiro campus da UNESC, fora do município de Criciúma, e terá cursos técnicos, além da graduação. Toda esta obra será finalizada no final de 2020.